# Alfred Geibig
Alfred Geibig (* 1954 in Aschaffenburg) ist ein deutscher Archäologe und Waffenkundler. Von 1989 bis 2019 war er Kurator der Waffensammlung des Museums Kunstsammlungen der Veste Coburg.

## Leben
Geibig wurde 1987 an der Universität Kiel im Fach Ur- und Frühgeschichte zur morphologischen Entwicklung des Schwertes im Mittelalter promoviert. Ab 1989 war er als Kurator der Sammlungsbereiche Historische Waffensammlung, Wagen und Schlitten, Orden, Medaillen und Münzen der Kunstsammlungen der Veste Coburg tätig. In seine Schaffenszeit entfällt die wissenschaftliche Aufarbeitung der Waffensammlung, welche erstmals umfangreich in zahlreichen Ausstellungen ausgestellt und in Katalogen publiziert wurde. 2002 initiierte er die "Zeitreise auf der Veste Coburg", ein Veranstaltungsformat, welches wissenschaftliche Forschungsergebnisse mit einer publikumsnahen Präsentation in Form von Living History und Experimenteller Archäologie verknüpft. Im Oktober 2019 verabschiedeten die Kunstsammlungen der Veste Coburg Geibig mit dem Symposium "Hieb- und Stichfest. Waffenkunde und Living History" in den Ruhestand. Sein Nachfolger ist der Kunsthistoriker Marcus Pilz. 
Geibigs Forschungsbereiche beziehen sich auf die Bereiche frühneuzeitliche Jagdwaffen, Blankwaffen, Wehrarchitektur und militärisches Feuerwerk, wie frühe Spreng- und Brandwaffen. Zudem bekleidet er das Amt des 1. Vorsitzenden der Gesellschaft für historische Waffen- und Kostümkunde, welche die wissenschaftliche Zeitschrift Waffen- und Kostümkunde herausgibt.

## Wirken
Zu den besonderen Forschungsschwerpunkten Geibigs gehört das historische Kriegsfeuerwerk. Hierzu arbeitete er die umfangreichen Bestände der Sammlungen der Veste Coburg auf, erstellte einen Katalog vergleichbarer Waffen aus ganz Europa, samt Auswertung historischer Schriftquellen und setzte sie miteinander in Verbindung. Besonders innovativ waren seine experimentellen Arbeiten zur Rekonstruktion und Erprobung historischer Anleitungen zu pyrotechnischen Waffen. Für deren Durchführung absolvierte Geibig eigens eine Ausbildung zum Pyrotechniker und erwarb die notwendigen behördlichen  Befähigungsscheine zum Umgang mit Sprengstoffen. Hier leistete Alfred Geibig Grundlagenarbeit auf einem Forschungsgebiet, das seit dem Zweiten Weltkrieg in der Wissenschaft weitgehend unpopulär war und über Jahrzehnte vernachlässigt wurde.

## Schriften (Auswahl)
- Beiträge zur morphologischen Entwicklung des Schwertes im Mittelalter. Eine Analyse des Fundmaterials vom ausgehenden 8. bis zum 12. Jahrhundert aus Sammlungen der Bundesrepublik Deutschland (= Untersuchungen aus dem Institut für Ur- und Frühgeschichte der Universität Kiel 71). Wachholtz, Neumünster 1991.
- mit Alfred Pothmann: Das Zeremonialschwert der Essener Domschatzkammer. Aschendorff, Münster 1995.
- Gefährlich und schön. Eine Auswahl historischer Waffen aus den Beständen der Kunstsammlungen der Veste Coburg. Kunstsammlungen der Veste Coburg, Coburg 1996.
- mit Klaus Wenschenfelder: Kunstsammlungen der Veste Coburg. Schnell & Steiner, Regensburg 2003.
- Die Macht des Feuers. Ernstes Feuerwerk des 15.–17. Jahrhunderts im Spiegel seiner sächlichen Überlieferung. Kunstsammlungen der Veste Coburg, Coburg 2012.
- Gebt Feuer! Objekte und Quellen zur Geschichte der Artillerie. Kunstsammlungen der Veste Coburg, Coburg 2018.